# Galléros túzok

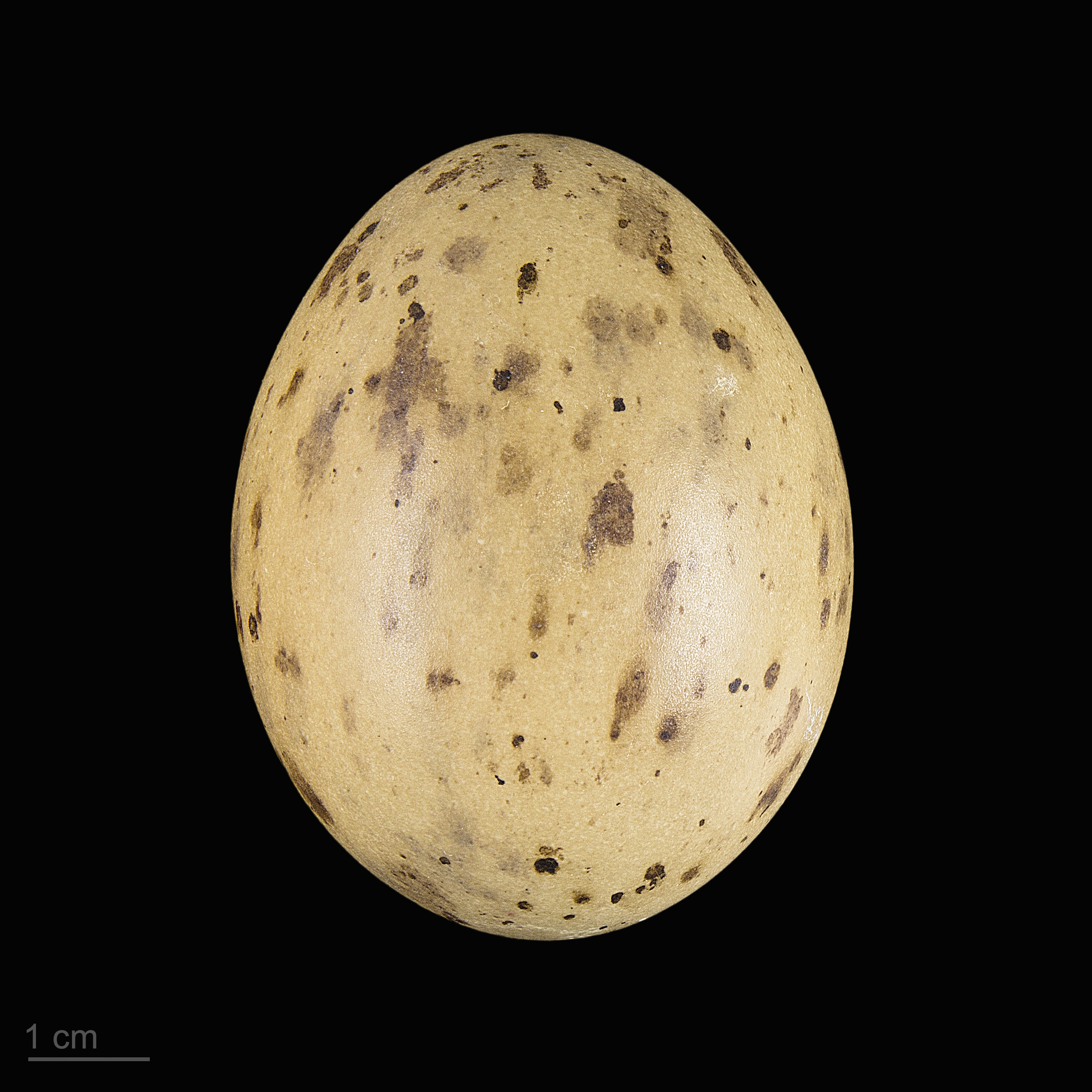
Chlamydotis undulata

A galléros túzok vagy hubára (Chlamydotis undulata) a madarak osztályának a túzokalakúak (Otidiformes) rendjébe tartozó, a túzokfélék (Otitidae) családjába tartozó Chlamydotis nem egyetlen faja.

## Előfordulása
Kanári-szigetektől Észak-Afrikán, a Közel-Keleten és Közép-Ázsián keresztül Pakisztánig, illetve Indiában honos. A sztyeppek, a köves puszták és félsivatagok lakója.

## Alfajai
- Chlamydotis undulata undulata – Észak-Afrika következő országaiban honos : Mauritánia, Nyugat-Szahara, Marokkó, Algéria, Tunézia, Líbia és Egyiptom. Ez utóbbi országban csak a Nílustól nyugatra fordul elő. Néhány régebbi előfordulási adata van Szudánból is.
- Chlamydotis undulata fuertaventurae – A Kanári-szigetek keleti szigetein (Fuerteventura, Lobos, Lanzarote és Graciosa) honos.
- pettyes túzok  vagy Macqueen-túzok (Chlamydotis undulata macqueenii) egyes rendszerekben önálló faj (Chlamydotis macqueenii) néven önálló faj – a galléros túzok ázsiai alfaja.

A következő országokban honos: Egyiptom (a Nílustól keletre), Izrael, Jordánia, Libanon, Szaúd-Arábia, Jemen, Omán, Egyesült Arab Emírségek, Bahrein, Katar, Kuvait, Szíria, Irak, Irán, Afganisztán, Pakisztán, India, Örményország, Türkmenisztán, Üzbegisztán, Tádzsikisztán, Kirgizisztán, Kazahsztán, Oroszország, Mongólia és Kína.
Vannak megerősítetlen, illetve régebbi előfordulásáról adatok Azerbajdzsán és Törökország területéről is.

## Megjelenése
Testhossza 60 centiméter, szárnyfesztávolsága 140 centiméter. Barna a háta és fehér a hasirésze. Nyakán tollgallért visel.

## Életmódja
Rovarokkal, elsősorban bogarakkal és egyenesszárnyúakkal táplálkozik, de bizonyos időszakokban növényi táplálékot is fogyaszt.

## Szaporodása
Fészkét a talajra rakja, kisebb mélyedésbe. Fészekalja 2-4 tojásból áll, melyen 28 napig kotlik. A fiókák hamar elhagyják a fészket és körülbelül 5 hét után válnak röpképessé.